# Elías Bedoya
Elías Bedoya (Córdoba, noviembre de 1798 - octubre de 1870) fue un abogado, periodista y político argentino, que ejerció el cargo de ministro de Hacienda del presidente Justo José de Urquiza.

## Biografía
Se recibió de abogado en la Universidad de su ciudad natal, en 1820. Al año siguiente, su hermano Francisco Bedoya fue gobernador delegado de su provincia y contribuyó a la derrota del caudillo Francisco Ramírez en su última batalla.
En 1824 fue elegido diputado por Córdoba al Congreso General que se reunió en Buenos Aires. A pesar de que su provincia se había pronunciado completamente a favor del federalismo, apoyó el gobierno unitario de Bernardino Rivadavia: votó la elección de éste como presidente, y fue uno de sus más destacados apoyos. También votó la constitución unitaria de 1826, que terminaría rechazada por la mayor parte de las provincias. La legislatura que lo había elegido le revocó el mandato, porque no había cumplido con las instrucciones expresas con las que había sido enviado; pero el Congreso decidió que los mandatos de los diputados sólo podían ser revocados por el mismo Congreso, y autorizó a Bedoya a continuar su mandato.
Caídos el Congreso y la presidencia de Rivadavia, no juzgó prudente volver a Córdoba por el momento. Apoyó la revolución de Juan Lavalle en 1828, y se enroló como oficial de un regimiento de infantería; formó parte de las fuerzas que invadieron Córdoba al mando del general Paz en 1829.
Al llegar a Córdoba abandonó el ejército y fundó un periódico. También fue diputado a la legislatura cordobesa, y docente de la Universidad. Permaneció en Córdoba, dedicado al periodismo, aunque sus relaciones con las autoridades no eran buenas: organizó una conspiración contra Paz, a las que intentó inútilmente unir a los coroneles Lamadrid y Pedernera.
En 1840 apoyó la revolución unitaria en Córdoba; después de la batalla de Quebracho Herrado, acompañó a Lavalle al norte y se estableció en Tucumán. Después de la derrota de Famaillá, fue enviado por Lavalle ante el gobernador Roque Alvarado de Jujuy, para tratar de organizar la resistencia unitaria en esa provincia. Estaba en la misma casa que Lavalle cuando éste fue muerto, y acompañó sus restos a Bolivia.
Pasó los siguientes años entre Chile y Europa. Regresó a Buenos Aires después de la batalla de Caseros, y acompañó al general Urquiza en la reunión que llevó al Acuerdo de San Nicolás y en la época del Congreso Constituyente de Santa Fe. Fue miembro del consejo de estado con que se rodeó Urquiza antes de su elección como presidente. Posteriormente fue nombrado visitador de aduanas; era un cargo importante, porque de las aduanas venía la mayor parte de los ingresos estatales.
Entre 1857 y 1860 fue ministro de Hacienda de la Confederación. Tuvo serios problemas para mantener la estabilidad económica, y fue el encargado de implementar la ley de derechos diferenciales, que intentaba liberar a la Confederación de la dependencia del puerto de Buenos Aires.
En 1861, después de la batalla de Pavón, se retiró a la vida privada en Córdoba.
Falleció en la ciudad de Córdoba en octubre de 1870. Estaba casado con María Antonia de la Encarnación Martínez Castro.